# Krems in Kärnten
Krems in Kärnten is een gemeente in de Oostenrijkse deelstaat Karinthië, en maakt deel uit van het district Spittal an der Drau.
Krems in Kärnten telt 2044 inwoners.

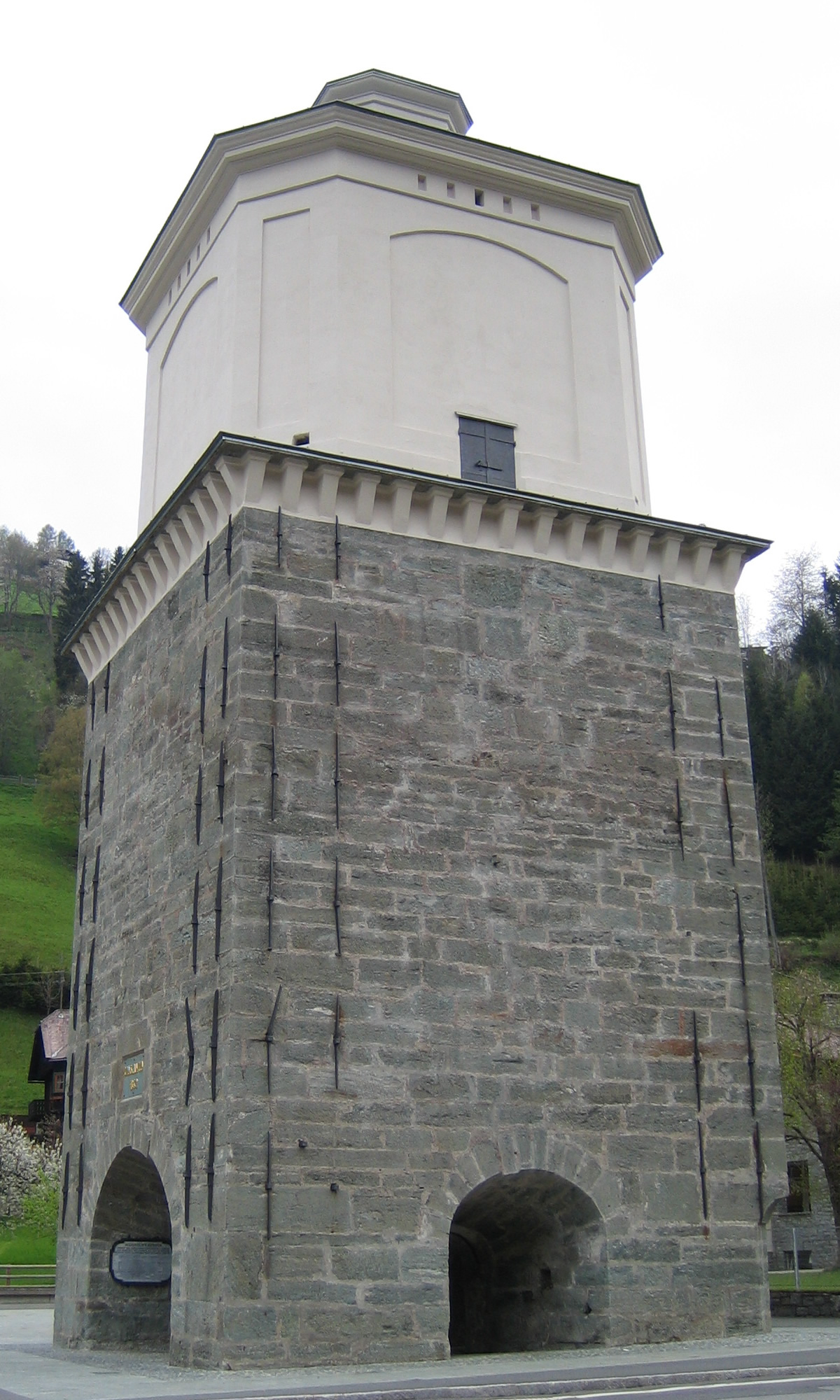
Hoogoven in Eisentratten; symbool van de gemeente
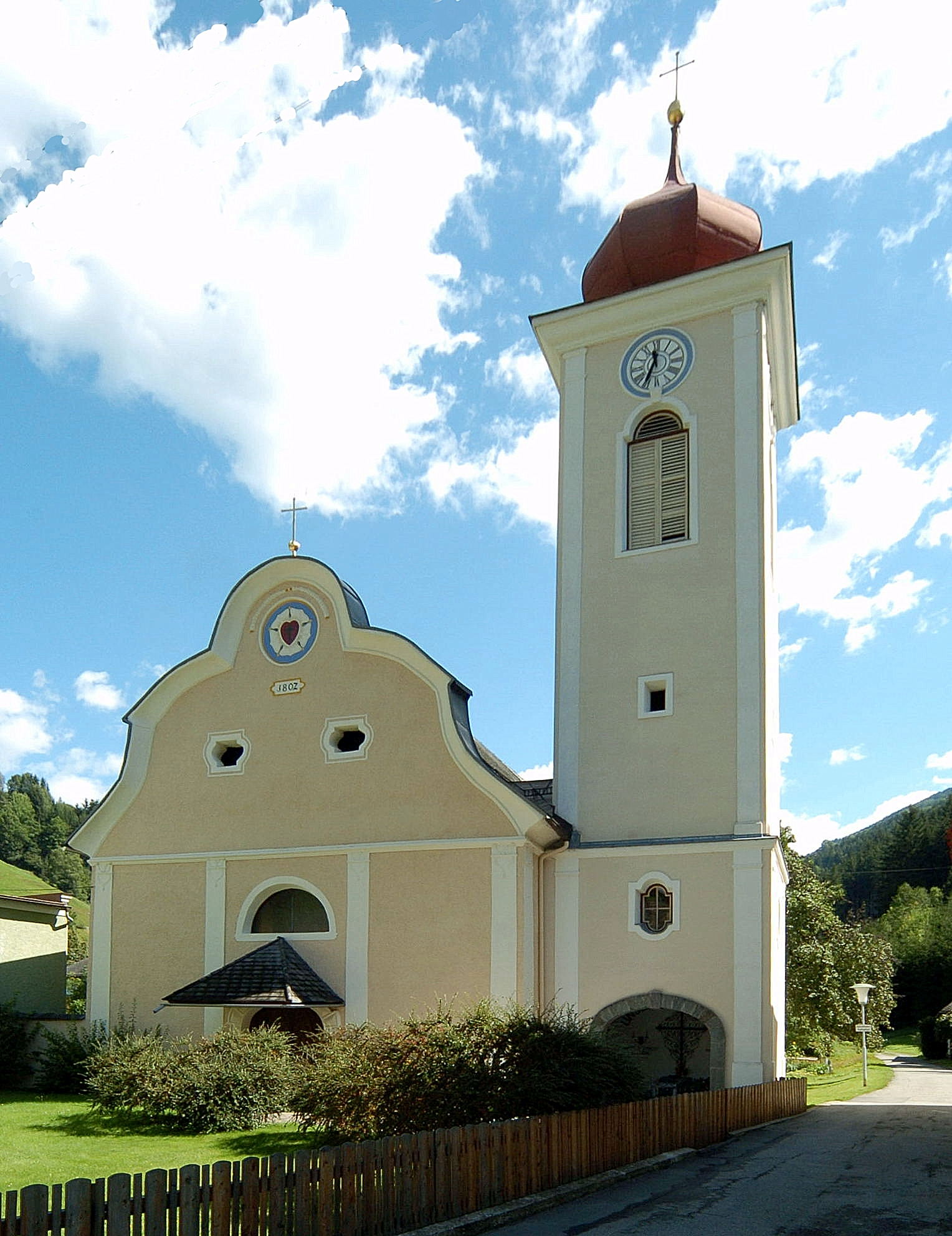
Lutherse Kerk in Eisentratten
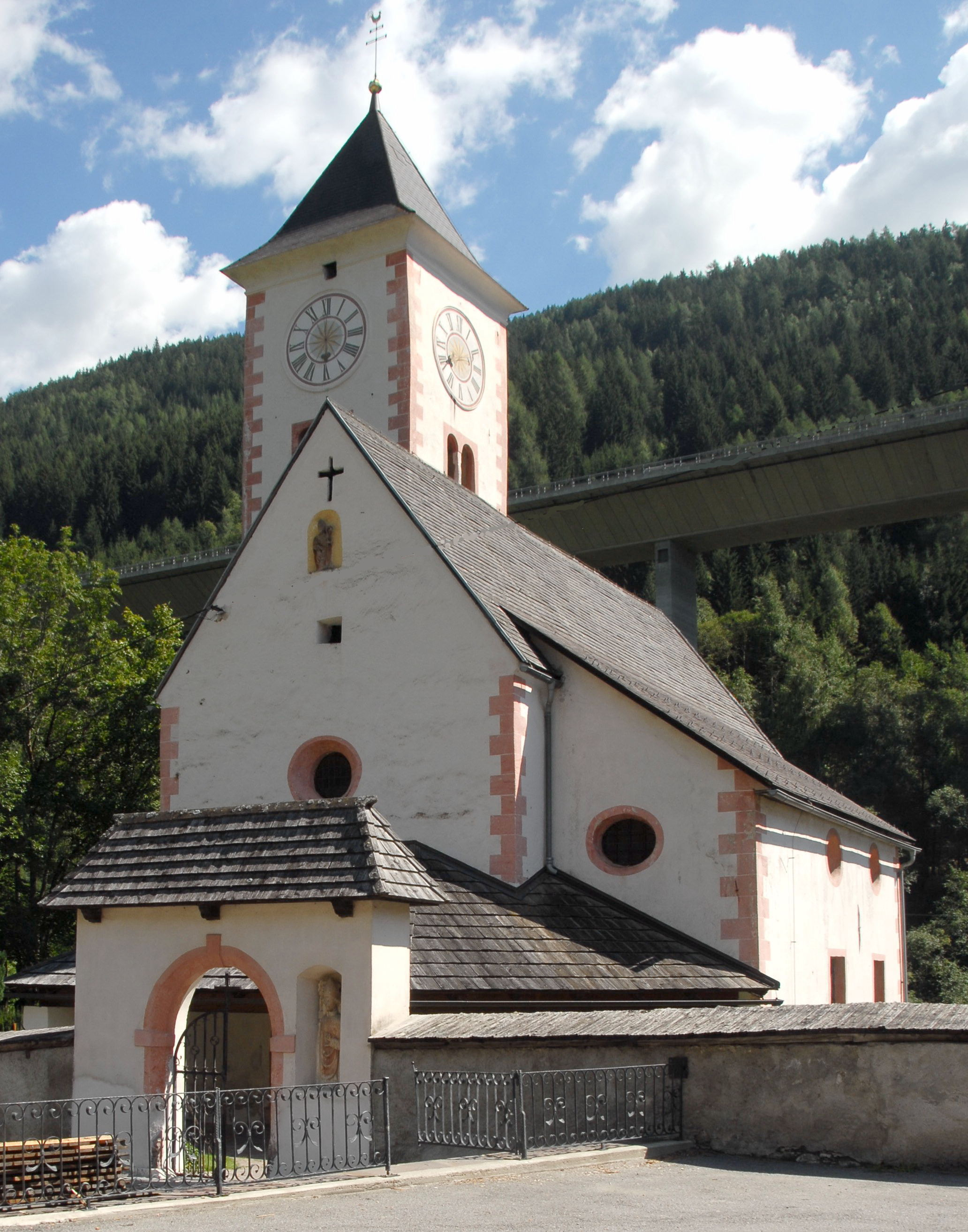
Rooms-katholieke kerk in Sankt Nikolai
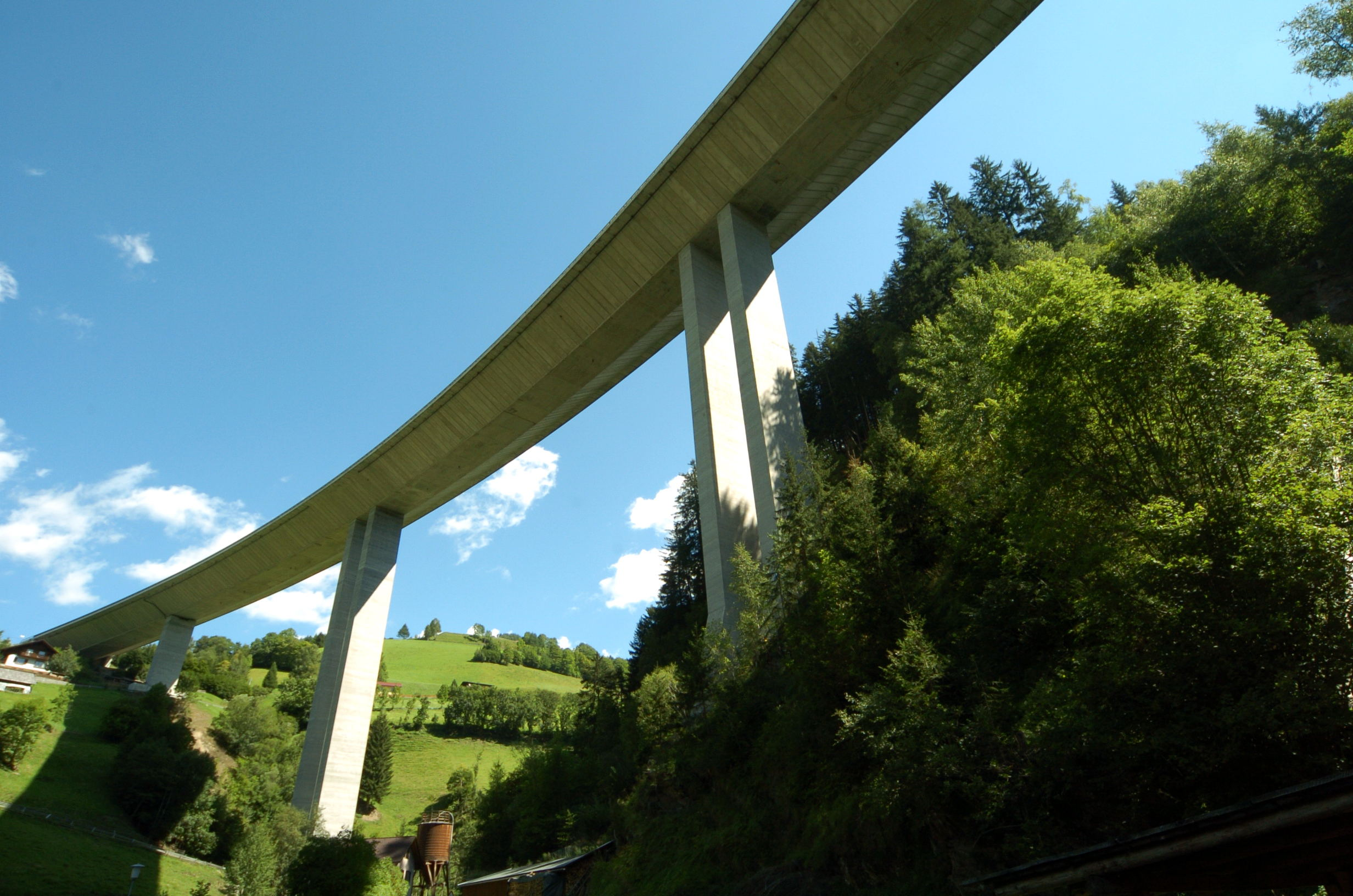
Tauernautobahn nabij Kremsbrücke

Bad Kleinkirchheim · Baldramsdorf · Berg im Drautal · Dellach im Drautal · Flattach · Gmünd in Kärnten · Greifenburg · Großkirchheim · Heiligenblut am Großglockner · Irschen · Kleblach-Lind · Krems in Kärnten · Lendorf im Drautal · Lurnfeld · Mallnitz · Malta in Kärnten · Millstatt am See · Mörtschach · Mühldorf · Oberdrauburg · Obervellach · Radenthein · Rangersdorf · Reißeck · Rennweg am Katschberg · Sachsenburg · Seeboden am Millstätter See · Spittal an der Drau (stad) · Stall · Steinfeld · Trebesing · Weissensee · Winklern
- Gemeinsame Normdatei: 7558387-2
- Virtual International Authority File: 247865292